# پارک ملی سرروس د امونوار
پارک ملی سرروس د امونوار (به اسپانیایی: Parque nacional Cerros de Amotape) یک منطقهٔ مسکونی در پرو است که در منطقه پیورا واقع شده‌است.